# Harper's Island
Harper's Island est une mini-série télévisée américaine en treize épisodes de 42 minutes, créée par Ari Schlossberg et diffusée entre le 9 avril et le 11 juillet 2009 sur le réseau CBS et sur le réseau Global au Canada.
En France, la série est diffusée depuis le 19 novembre 2009 sur W9, au Québec depuis le 25 mai 2010 sur Ztélé et en Belgique depuis le 3 juillet 2011 sur RTL-TVI.

## Synopsis
Une petite île au large de Seattle abrite une ville dans laquelle six meurtres ont eu lieu il y a sept ans. Parmi les victimes figurait la mère d'Abby Mills qui, après cette tragédie, a décidé de déménager à Los Angeles. Mais elle se voit obligée de revenir sur l'île lorsque Henry, son ami d'enfance, se marie avec Trish Wellington. Ces derniers ont invité tous leurs amis et toute leur famille au mariage.
Parmi les invités se trouvent Chloe, la demoiselle d'honneur et meilleure amie de Trish, ainsi que son compagnon, Cal, de même que Thomas Wellington, le père de Trish, qui ne voit pas cette union d'un bon œil, Marty Dunn, l'oncle d'Henry, un homme débonnaire et enthousiaste, ou encore Hunter Jennings, l'ancien amant de Trish, qui aimerait la récupérer.
Ce dont personne ne se doute, c'est que les meurtres d'il y a sept ans vont se reproduire.

## Distribution
- Elaine Cassidy (VF : Carole Gioan) : Abby Mills
- Christopher Gorham (VF : Axel Kiener) : Henry Dunn
- Katie Cassidy (VF : Sylvie Jacob) : Patricia « Trish » Wellington
- Cameron Richardson (VF : Barbara Beretta) : Chloe Carter
- Adam Campbell (VF : Jérôme Berthoud) : Cal Vandeusen
- C. J. Thomason (en) (VF : Stanislas Crevillen) : Jimmy Mance
- Jim Beaver (VF : Jacques Bouanich) : Shérif Charles Mills
- Richard Burgi (VF : Bernard Lanneau) : Thomas Wellington
- Victor Webster (VF : Rémi Bichet) : Hunter Jennings
- Matt Barr (VF : Ludovic Baugin) : Christopher « Sully » Sullivan
- Dean Chekvala (VF : Sébastien Desjours) : J.D. Dunn
- Harry Hamlin : Marty Dunn
- Gina Holden (VF : Marie-Eugénie Maréchal) : Shea Allen
- Cassandra Sawtell (de) (VF : Léopoldine Serre) : Madison Allen
- David Lewis (VF : Guillaume Lebon) : Richard Allen
- Claudette Mink (VF : Dominique Vallée) : Katherine Wellington
- Brandon Jay McLaren (VF : Serge Faliu) : Danny Brooks
- Chris Gauthier (VF : Jérôme Pauwels) : Malcolm Ross
- Sean Rogerson (VF : Fabien Jacquelin) : Joel Booth
- Amber Borycki (VF : Noémie Orphelin) : Beth Barrington
- Sarah Smyth (en) : Lucy Daramour
- Ben Cotton (VF : Laurent Morteau) : Shane Pierce
- Ana Mae Routledge : Kelly Seaver
- Ali Liebert (VF : Armelle Gallaud) : Nikki Bolton
- Beverly Elliott (VF : Sandrine Molaro) : Maggie Krell
- Jay Brazeau (VF : Michel Voletti) : Ike Campbell
- Maxine Miller (en) : Julia Mitchell
- Chilton Crane : Karena Fox
- Melanie Merkosky : Robin Matthews
- Callum Keith Rennie (VF : Guillaume Orsat) : John Wakefield
- Nicholas Carella () : Patrick Lillis
- Julia Anderson : Tyra Coulter
- Michael Rogers (en) : Darryl Riggens
- Dean Wray (VF : Jean-François Vlérick) : Cole Harkin
- Aaron Pearl : Agent Garrett
- Terrence Kelly (en) : Révérend Fain
- Clint Carleton (sv) : Ben Wellington
- Sarah-Jane Redmond : Sarah Mills

 Source et légende : version française (VF) sur RS Doublage

## Production
En mars 2008, CBS commande un pilote sous forme de présentation au projet du producteur Ari Schlossberg. À la fin du mois, Elaine Cassidy, Ryan Merriman (Henry) et Samantha Noble (en) (Trish) sont les premiers engagés. Adam Campbell, Bill Dow (le shérif) et Bill Pullman (Marty) sont ajoutés le mois suivant.
La série est commandée le 12 mai 2008 et annoncée pour la mi-saison, afin de fournir du temps pour ajuster les principes de la série. Le producteur Jeffrey Bell est engagé quelques jours plus tard en tant que showrunner.
Le recasting débute en juillet, avec Christopher Gorham (Henry), Katie Cassidy (Trish) et Harry Hamlin (Marty).
En avril, après la diffusion du troisième épisode, CBS déplace définitivement la série dans la case du samedi.

## Épisodes
1. Bienvenue sur l'île maudite (Whap)
2. La Corde (Crackle)
3. Le Fusil (Ka-Blam)
4. Le Revolver (Bang)
5. Le Couperet (Thwack)
6. Le Harpon (Sploosh)
7. L'Incinérateur (Thrack, Splat, Sizzle)
8. La Flèche (Gurgle)
9. Le Sécateur (Seep)
10. Le Piège (Snap)
11. La Lame (Splash)
12. Le Couteau (Gasp)
13. Le Coup de grâce (Sigh)

## Harper's Globe
Harper's Globe est une websérie de seize épisodes qui suit la vie des habitants de Harper's Island pendant la deuxième tuerie de l'île. Le personnage principal est Robin Matthews, une jeune femme qui vient se loger sur Harper's Island pour échapper à son passé mystérieux. Elle trouve un emploi au journal de Harper's Island, intitulé Harper's Globe, et vit dans le sous-sol d'un vieil homme amical. Alors qu'elle se promène sur l'île, souvent avec sa caméra-vidéo, elle se fait plusieurs amis et se trouve un petit-ami. Elle met toutes ses vidéos sur un site web mais découvre que quelqu'un commence à la filmer en secret, lorsque les vidéos se retrouvent affichées sur le site web. Robin est intrigué par les six meurtres de John Wakefield il y a sept ans. Ça ne prend pas longtemps avant que la jeune femme ne devienne le témoin d'une autre tuerie, cette fois-ci beaucoup plus sanglante.